# Alternatives Bündnis für soziale Gerechtigkeit

Logo

Das Alternative Bündnis für soziale Gerechtigkeit Mecklenburg-Vorpommern (Kurzbezeichnung: AB) war eine in Mecklenburg-Vorpommern tätige Kleinpartei. Sie entstand als Abspaltung der WASG und trat zweimal (2006 und 2011) zu Landtagswahlen an. Vorsitzender war Wolfhard Molter, ehemaliges Mitglied der WASG und der Linken.

## Programmatik
Die AB forderte ein Bedingungsloses Grundeinkommen in Höhe von 1200 Euro. Finanziert werden sollte dies durch die Umverteilung der Gewinne der Volkswirtschaft. Zudem wollte man die Angleichung der Löhne in Ost und West sowie die Verstaatlichung des Gesundheitswesens. Das Bildungssystem sollte in Deutschland vereinheitlicht werden. Zudem forderte die AB die Stärkung der Demokratie durch Volksentscheide.

## Wahlergebnisse
Bei der Landtagswahl in Mecklenburg-Vorpommern 2006 erreichte die AB 951 Stimmen und 0,1 % Stimmanteil. Bei der Landtagswahl in Mecklenburg-Vorpommern 2011 konnte man sich auf 1493 Stimmen und 0,2 % Stimmanteil verbessern.